# 撫養町黒崎
撫養町黒崎（むやちょうくろさき）は、徳島県鳴門市の大字。郵便番号は772-0001。

## 地理
鳴門市の東部に位置。讃岐山脈東山麓に位置し、東は撫養町大桑島に接し、南は撫養町斎田に接し、北は瀬戸町明神・小鳴門海峡に接する。およそ住宅・商業地域。
地内には国道11号、当地と撫養町斎田を結ぶバイパス道路、旧道が通っている。西部にある金光山の山裾には、塩釜神社、県無形民俗文化財お御供で知られる宇佐八幡神社、ボタン園の有名な斎田寺、健康保険鳴門病院などがあり、山上には千寿院がある。
また、鳴門病院北側から頂上へ登り、宇佐八幡神社までの金光山ハイキングコースがあり、コースに沿って、嘉永3年に新四国霊場として創設された88の石堂が建っている。塩釜神社のある丘陵の突端に古墳があり、地元の人が「しゅれんさん」と称して祀る小祠がある。

### 河川
- 中水尾川

### 山岳
- 金光山 - 151.7m。

### 小字
- 磯崎
- 小谷
- 清水
- 松島
- 宮津
- 八幡

## 歴史
江戸期から明治22年にかけては板東郡および板野郡の村であった。寛文4年より板野郡に属した。1889年（明治22年）の町村制施行により同郡撫養町の大字となった。昭和22年3月には鳴南市、同年5月より現在の鳴門市の字名となる。

## 世帯数と人口
2022年（令和4年）7月31日現在の世帯数と人口は以下の通りである。
| 町丁       | 世帯数    | 人口    |
| ---------- | --------- | ------- |
| 撫養町黒崎 | 1,379世帯 | 2,866人 |

## 小・中学校の学区
市立小・中学校に通う場合、学区は以下の通りとなる。
| 番地 | 小学校             | 中学校             |
| ---- | ------------------ | ------------------ |
| 全域 | 鳴門市立黒崎小学校 | 鳴門市立第一中学校 |

## 交通

### 道路
国道
- 国道11号

都道府県道
- 徳島県道42号瀬戸撫養線

### バス
鳴門市地域バス・徳島バス
- 黒崎
- 鳴門病院

## 施設
- 健康保険鳴門病院 - 徳島県災害拠点病院として指定されている。
- 鳴門市黒崎小学校
- 鳴門聖母幼稚園
- カトリック鳴門教会
- 斎田寺 - 阿波西国三十三観音霊場16番札所。
- 塩釜神社
- 宇佐八幡神社
- 黒崎池